# Burxdorf
Burxdorf ist der westlichste Ortsteil der Stadt Bad Liebenwerda im Landkreis Elbe-Elster in Brandenburg und liegt etwa 10 Kilometer südwestlich der Stadt. Nordöstlich des Ortsteils ist das Waldgebiet Grüne Heide zu finden.
Burxdorf gehörte bis zur Eingemeindung im Jahr 1993 zum Landkreis Bad Liebenwerda und besitzt derzeit 130 Einwohner.

## Geschichte

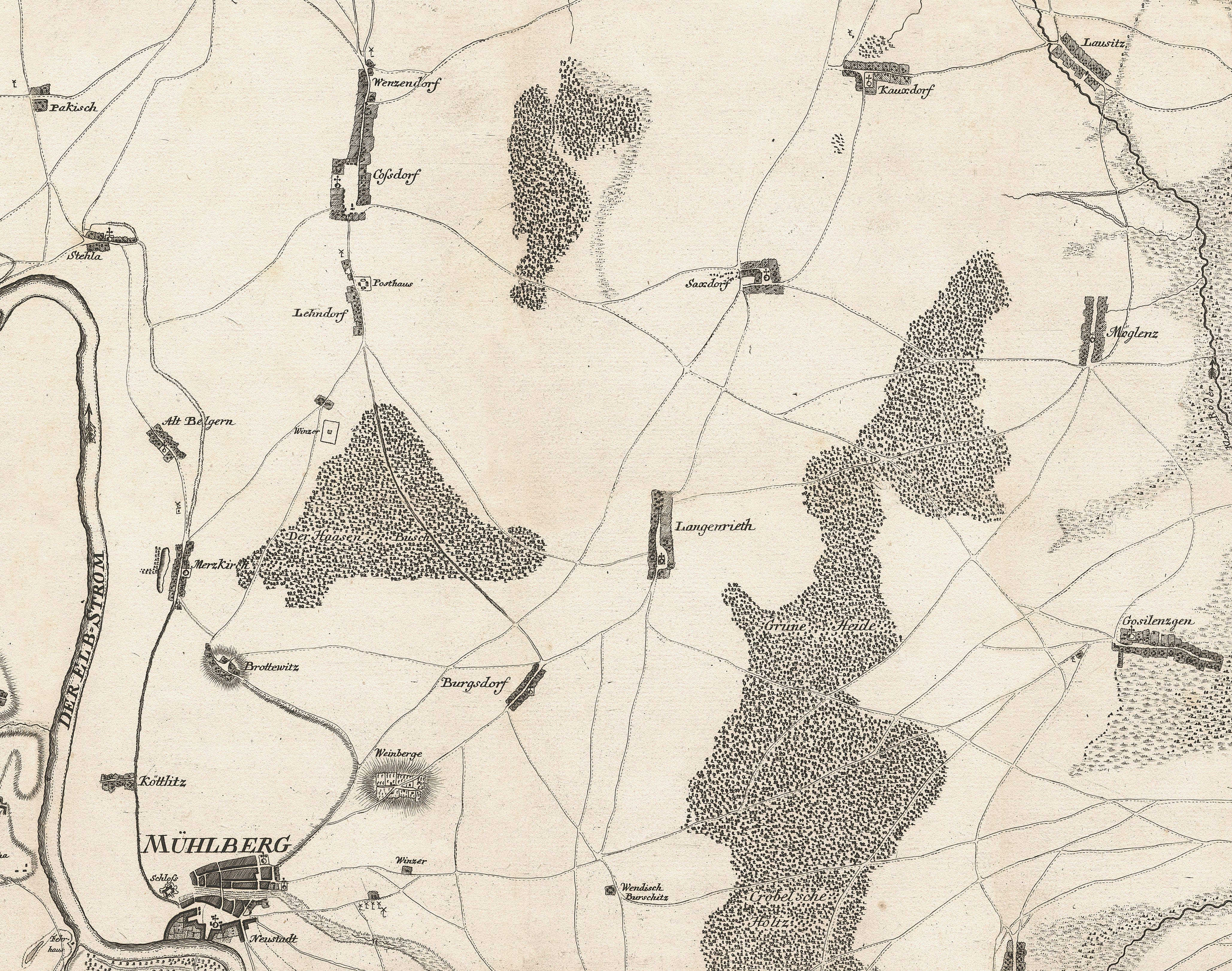
Burxdorf in einer Cabinetskarte um 1762 von Isaak Jacob von Petri

Burxdorf auf einer geschichtlichen Karte des Kreises Liebenwerda (1910).

### Ursprung und Gründung des Dorfes
Um 1250 wurde vermutlich die Backsteinkirche des Dorfes erbaut, in der sich ein sehenswerter Altar befindet. Hinweise deuten darauf hin, dass der Ort früher Kuhnersdorf hieß und durch Elbehochwasser zerstört wurde. Nach dem Neuaufbau findet das Dorf 1411 eine erste urkundliche Erwähnung als Burchardtsdorf. 1418 kaufte es Markgraf Friedrich der Streitbare und schenkt es dem Kloster Mühlberg.

### Weitere Ortsgeschichte
Von 1559 bis 1570 waren die Burxdorfer Bauern dem Bischof von Meißen abgabenpflichtig.
Nachdem bereits im Dreißigjährigen Krieg das Dorf vollständig zerstört wurde, vernichtete am 7. November 1707 ein Brand alle Wohnhäuser von Burxdorf; lediglich die Kirche blieb erhalten.
Die günstige Verkehrslage des Ortes an der Poststraße von Großenhain nach Berlin brachte seinen Einwohnern früher viele Gäste und der örtliche Gasthof wurde von sächsischen wie von preußischen Fürsten besucht. Die Bewohner des Ortes betrieben hauptsächlich Ackerbau und Viehzucht. Bis 1750 wurde in bescheidenem Umfang auch Weinbau betrieben. Feudalen Großgrundbesitz gab es im Dorf nicht, die meisten Bewohner waren Klein- und Mittelbauern.
1820 zählte der Ort 143 Einwohner in 23 Haushalten, 1835 143 Einwohner, 1839 ist die Einwohnerzahl bereits auf 207 gestiegen und 1855 auf 251.
Am 9. September 1890 weilte der spätere sächsische König Georg in seiner Funktion als preußischer Generalfeldmarschall in Begleitung seines persönlichen Adjutanten dem Rittmeister Freiherr von Müller in Burxdorf, um dem Exerzieren zweier Kavalleriedivisionen beizuwohnen. Auf dem Burxdorfer Bahnhof fand anschließend ein gemeinsames Frühstück mit Offizieren des Altmärkischen Ulanen-Regiments statt.
1848 wurde die Bahnlinie Riesa–Falkenberg/Elster fertiggestellt und in Burxdorf ein Bahnhof eröffnet. 1858 nahm eine Porzellanfabrik die Produktion von Nippfiguren auf. 1861 erfolgte der Bau einer Glasfabrik durch den Unternehmer Carl Lippert.
Am 1. Oktober 1899 bildeten die Bewohner der Kolonie am Bahnhof das selbständige Dorf Neuburxdorf.
Im Zweiten Weltkrieg fielen 29 Einwohner aus Burxdorf.

### Weitere historische Daten
- 1952 Gründung der LPG „Aufbau“ Typ 1.
- 1960–1961 Bau des Kulturhauses
- 1. Januar 1977 Ortsteil von Neuburxdorf

## Kultur und Sehenswürdigkeiten

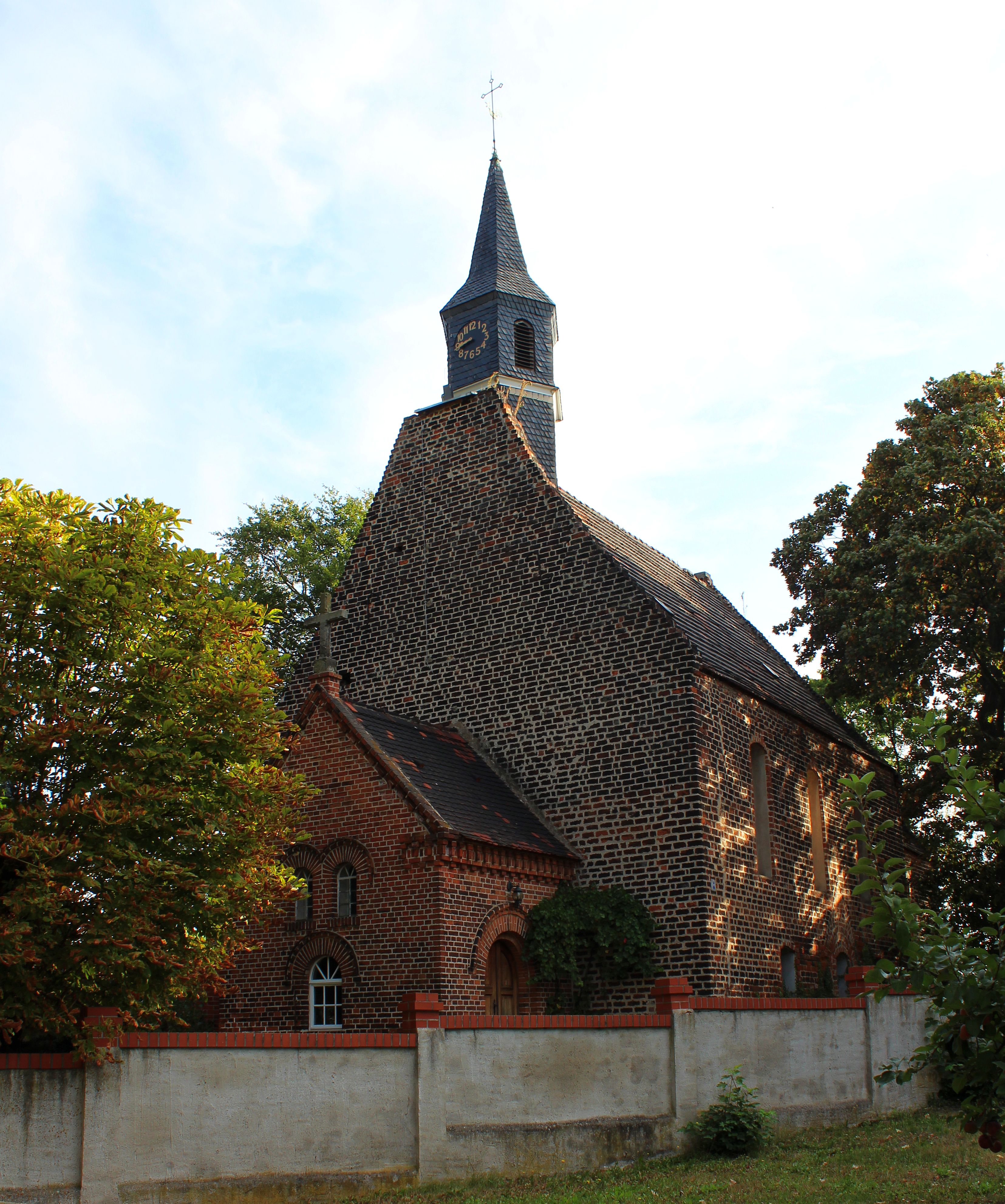
Dorfkirche

Sehr enge Beziehungen sollen zwischen dem Mühlberger Kloster und der um 1250 entstandenen Kirche in Burxdorf bestanden haben. Das Gebäude hatte ursprünglich drei Eingänge. Heute ist lediglich der Westeingang mit seinem später angebauten Vorbau erhalten. Der Turm brannte 1889 ab und wurde im selben Jahr durch einen Dachreiter mit einer Glocke ersetzt. An der Nordwestecke wird der Turm durch einen Pfeiler gestützt. Durch das Gewicht des Turmes hatten sich Risse im Mauerwerk zwischen Giebel und Kirchenschiff gebildet. Der Ostgiebel wird von drei schmalen Fenstern, den Dreieinigkeitsfenstern, geschmückt. Der Zahn der Zeit hatte im Laufe der vielen Jahre am Gebäude genagt, und so wurde 1980 eine Renovierung der äußeren Fassade dringend notwendig. Die Burxdorfer folgten dem Aufruf des Gemeindekirchenrates und halfen tatkräftig bei der sehr umfangreichen Arbeit.
Auf dem Kapellenacker am nördlichen Dorfeingang soll noch vor zirka 120 Jahren eine Betkapelle gestanden haben. Ein heute noch erhaltenes Steinkreuz am Rande des erwähnten Ackers zeugt angeblich von der Grenze des Dekanats Meißen.